# Bugyi
Bugyi är en ort i Ungern.   Den ligger i provinsen Pest, i den centrala delen av landet, 30 km söder om huvudstaden Budapest. Bugyi ligger 97 meter över havet och antalet invånare är 5 412.
Terrängen runt Bugyi är mycket platt. Runt Bugyi är det ganska glesbefolkat, med 28 invånare per kvadratkilometer. Närmaste större samhälle är Dabas, 13,2 km öster om Bugyi. Trakten runt Bugyi består till största delen av jordbruksmark.